# Café Wallenstein
Café Wallenstein je funkcionalistická budova z roku 1931 stojící na ulici Svobody v centru města Chebu.  Postavena byla na místě dřívější proslulé kavárny. V přízemí budovy se v době jejího otevření nacházela kavárna, jídelna a pivnice, v prvním patře pak mimo jiné hudební sál. V 50. letech byl dům znárodněn, stále v něm však byla provozována restaurace (pod názvem Dukla). Později přešel dům do soukromého vlastnictví.
Už roku 1873 zde manželé Blechschmidovi zřídili kavárnu a restauraci, která roku 1884 dostala název Valdštejn (německy Wallenstein). Od roku 1909 v domě sídlilo i první chebské kino Central-Theater. K přestavbě domu na současnou podobu došlo roku 1931.